# Rathkea africana
Rathkea africana is een hydroïdpoliep uit de familie Rathkeidae. De poliep komt uit het geslacht Rathkea. Rathkea africana werd in 1957 voor het eerst wetenschappelijk beschreven door Kramp. 